# Iotabrycon
Iotabrycon is een monotypisch geslacht van straalvinnige vissen uit de familie van de karperzalmen (Characidae).

## Soort
- Iotabrycon praecox Roberts, 1973